# Оруженосец

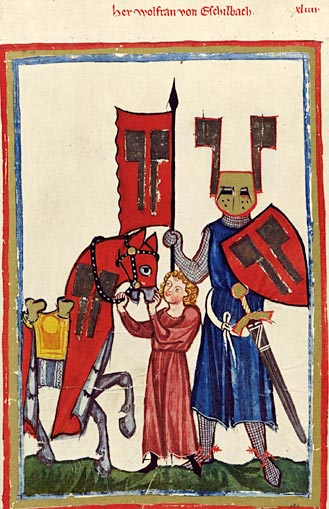
Рыцарь и паж, Манесский кодекс, XIV век.

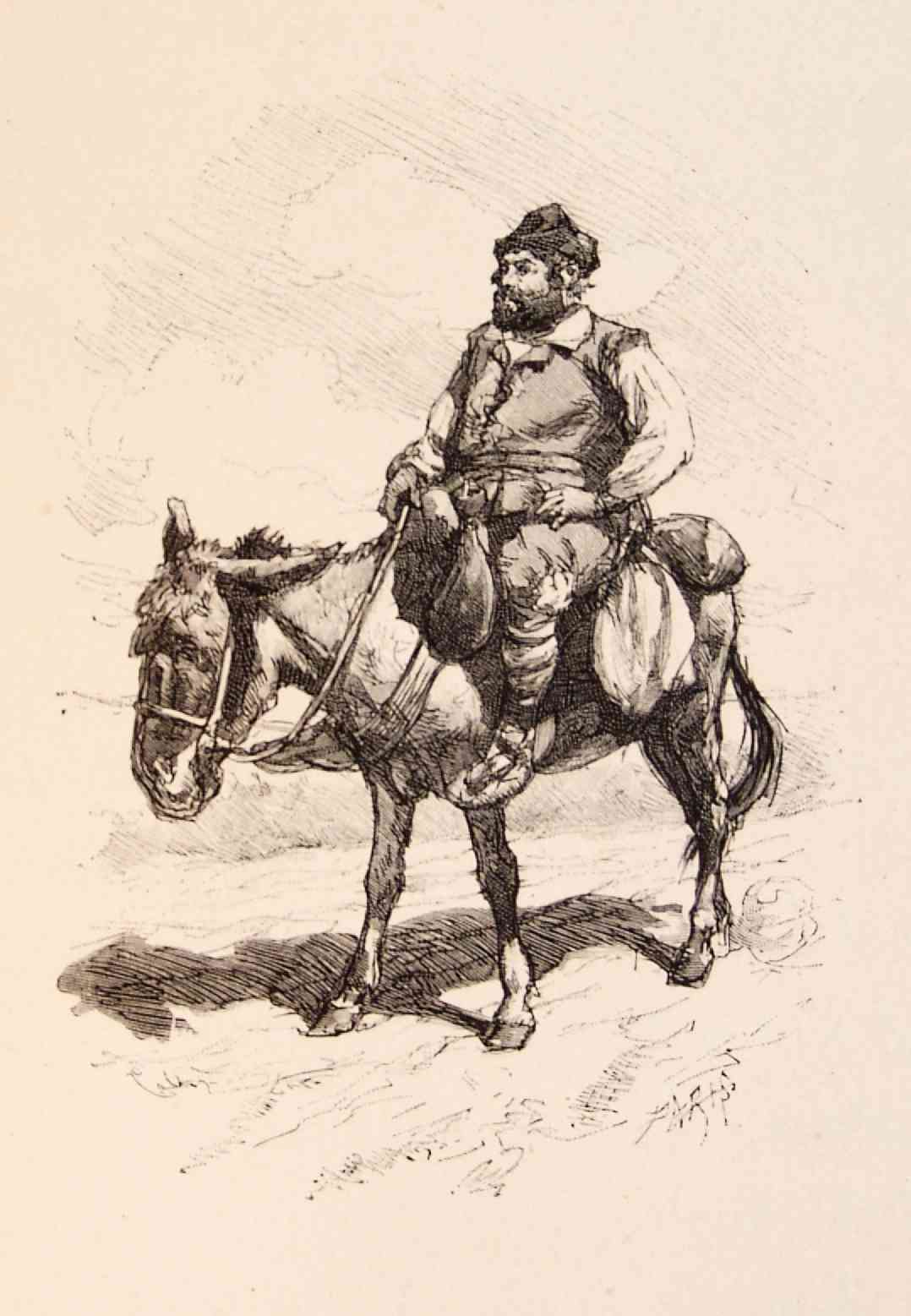
Санчо Панса, эскудеро Дон Кихота.

Оруженосец — в русском языке во многом ошибочное понятие, которое закрепилось сразу за множеством совершенно разных понятий в Средневековой Европе, в том числе: за слугой рыцаря (пажа или варлета); за званием (квалификацией) дворянина прошедшего обучение в качестве пажа у воина занимавшего в войске барона-сеньора должность башелье (bachelier) и успешно сдавшего экзамен на экюйе или щитоносца (écuier — «несущий щит»); за дворянином занимавшим должность телохранителя у аристократа.
Термин ошибочный, потому что в Европе термин оруженосец или армигер (armiger — «носитель оружия») означает лицо или клан имеющее право носить личное или родовое «оружие», которым называли герб. Правильным переводом armiger будет «носитель герба».
В случае пажа — это молодой джентльмен (gentilhomme — «мужчина родового древа») благородного происхождения которого до получения им статуса щитоносец называли дамуазо (damoiseau — «молодой господин»). Это ученик экюйе-башелье, рыцаря-башелье, барона-сеньора, реже отца.
В случае варлета (лакей, камердинер) — это либо дворянин на службе аристократа, либо сержант (serjeant) — арендатор-простолюдин, оказывающий своему сеньору личную службу вместо выплаты им аренды. Обычно такая служба была не военной, но в случае военной службы, такой простолюдин мог претендовать за проявленную доблесть и заслуги пройти облагораживание и получить статус щитоносца или даже рыцаря. Примером такого применения термина оруженосец можно назвать Санчо Панса. По сути денщика при дворянине.
В случае экюйе — это дворянин прошедший обучение пажом и ставший воином, но пока не заслуживший статуса рыцаря. Экюйе мог занять в войске должность «лучника» или «мужчины линий» (hommes de trait), кутилье или как в случае с Пьером де Террайль де Баярд, даже должность командира копья-фурнии «мужчины оружия» (homme d’armes) в роте жандармов.
Так же оруженосцем называют кутилье — воина в статусе экюйе в составе регламентированного копья-фурнии дворянских рот (gens d’armes — «гербовые люди рода» или «люди оружия»), вооруженного древковым оружием вроде алебарды или глефы, который выполнял роль помощника мужчины оружия (homme d’armes), который в XIV—XV вв. заменил башелье (баккалавр, новолатин. Baccalaureus, франц. Bachelier, англ. Bachelor).
Оруженосцами (экюйе) также называли почётных лиц, носивших во время торжественных церемоний государственные меч и щит, а иногда и знамя.
Так же в источниках можно встретить понятие рыцарь-башелье (шевалье-башелье), который в континентальной Европе (Франция) обозначает командира копья (башелье), уже имеющего статус рыцарь и его английский аналог рыцарь-бакалавр, который изначально в Англии обозначал тоже, что и на континенте, но затем ставший титулом-наградой, ещё до появления ордена Подвязки. Это связано с тем, что в Англии рыцарское звание не торопились давать как в той же Франции и сложилось даже целое сословие потомственных экюйе, которых в Англии называли эсквайр. На континенте, в той же Франции большинство экюйе быстро становились шевалье и сословие экюйе, которое стало дворянами без титула, возникло уже при кризисе рыцарства. По сути квалификация не посвященного дворянина в рыцари стало квалификацией дворянина без титула. А чуть позже шевалье стало титулом вежливости для сыновей титулованных дворян.

## История
В случае дамуазо служащего в качестве пажа, оруженосца можно расценивать как первую переходную степень к получению звания рыцарь, а в качестве щитоносца оруженосца можно рассматривать как вторую степень.
В обязанности оруженосца — в зависимости от богатства его хозяина, их могло быть несколько человек (меченоша, щитоноша, щитоносца) — входило:
- повсюду сопровождать своего рыцаря (хозяина) и защищать его в бою, в котором нередко оруженосец (щитоноша, щитоносец) и сам принимал участие, в качестве боевой единицы;
- забота о вооружении и средствах индивидуальной защиты рыцаря (хозяина), которое находилось во время пути в его ведении;
- забота о коне;
- и так далее.

В случае благородства ученичество обычно длилось с 14 лет до 21 года (достижения совершеннолетия), после чего подросток посвящался в щитоносцы. Исключением могли являться королевские оруженосцы, которые иногда оставались оруженосцами всю жизнь.
Простолюдин же, как правило, служил оруженосцем пожизненно, одновременно являясь сержантом. Только в очень редких случаях простолюдин мог быть за особые заслуги посвящён в рыцари, и именно из потомков таких простолюдинов в Священной Римской империи вышло сословие министериалов.

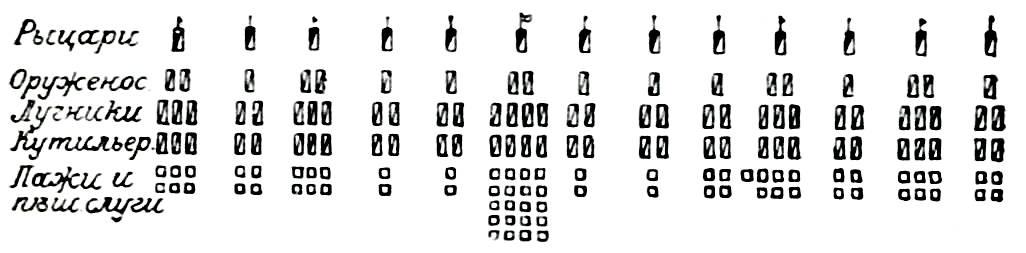
Боевой порядок рыцарей — «забором».
Рисунок из статьи «История военного искусства»
(«Военная энциклопедия Сытина»; 1913 год)

| Младшая должность — Младшее звание: Паж | Оруженосец | Старшая должность — Старшее звание: Рыцарь |

## Боевой порядок
Во время боевых действий оруженосцы находились во второй линии боевого порядка наступающей конницы, следуя за своим хозяином.